# Трисино
Трисино (итал. Trissino) је насеље у Италији у округу Виченца, региону Венето.
Према процени из 2011. у насељу је живело 6255 становника. Насеље се налази на надморској висини од 121 м.

## Становништво
Према резултатима пописа становништва 2011. у општини је живело 8.620 становника.
| 1931. | 1936. | 1951. | 1961. | 1971. | 1981. | 1991. | 2001. | 2011. |
| ----- | ----- | ----- | ----- | ----- | ----- | ----- | ----- | ----- |
| 4.929 | 5.260 | 5.768 | 5.098 | 5.538 | 6.655 | 7.392 | 7.794 | 8.620 |

## Партнерски градови
- Ној-Улм